# Female Prisoner: Cage
Female Prisoner: Cage (女囚 檻, Joshū ori), también conocida con el título del DVD de Mondo Macabro Female Prisoner: Caged!, es una película japonesa de 1983 sobre mujeres en prisión en la serie Pinky Violence de Nikkatsu, dirigida por Masaru Konuma y protagonizada por Mina Asami.

## Argumento
Masayo es una reclusa rebelde en una prisión de mujeres administrada por un guardián sádico. El alcaide desarrolla un interés especial en Masayo y hace planes para someterla.

## Reparto
- Mina Asami: Masayo
- Ryoko Watanabe: Kishiko, guardia de la prisión
- Nami Matsukawa: Saeko
- Shigeru Muroi: Miwa
- Keiko Aikawa: Shigeko
- Kiwako Izumi: Guardia de la prisión[2]